# Планиница (община Цариброд)
Вижте пояснителната страница за други значения на Планиница.
Планинѝца е село в Западните покрайнини, община Цариброд, Пиротски окръг, Сърбия. През 2002 година населението му е 9 души, докато през 1991 г. е било 15 души. В селото живеят предимно българи.
Често, за да разграничават селото в Западните покрайнини от това в съседната община Пирот е наричано Горна Планинѝца (на сръбски: Горња Планиница) или Българска/ Бугарска Планинѝца.

## История
Селото е споменато като Планинци в османски регистър от ХV век. Тимар е на диздаря Саруч, има 28 домакинства, две вдовици и общ приход - 2487 акчета. В съкратен регистър на Пиротския кадилък от 1530 година Планинче е отбелязано като село с 23 домакинства, 5 неженени жители и две вдовици. Други 2 домакинства са войнушки, част от джемаата на Радивой, син на Станко от село Турка В регистър на войнушките бащини от 1606 година селото е посочено като Планинче, спадащо към каза Шекир кьой. Има една войнушка бащина – на Джордже Димитри.
При прокарването на границата по Берлинския договор от 1878 година селото е разделено на две. Една, част, която започва да се нарича и Долна Планиница, е включена в Сърбия, а другата, Горна Планиница - в България.
През 1909 година Планиница има 9 къщи, 10 венчила и 63 жители.
От ноември 1920 година до април 1941 година и от 1944 година Планиница е в състава на Сърбия (Кралство на сърби, хървати и словенци, Югославия). През 1941-1944 година Планиница, както и останалите села в Западните покрайнини, е под българско управление.

## Население
- 1948 – 147 жители.
- 1953 – 146 жители.
- 1961 – 111 жители.
- 1971 – 71 жители.
- 1981 – 35 жители.
- 1991 – 15 жители.
- 2002 – 8 жители.
- 2011 – 2 жители.

При преброяването от 2002 година шестима жители на Планиница са записани като българи, а двама – като сърби.

## Забележителности
- Планинички манастир „Свети Никола“

## Личности
Починали в Планиница
- Серафим Попконстантинов, български военен деец, поручик, загинал през Междусъюзническата война[6]